# Polonez Warszawa
Polonez Warszawa – polski klub sportowy z siedzibą w Warszawie, założony w 1954 roku przy Fabryce Samochodów Osobowych.

## Historia

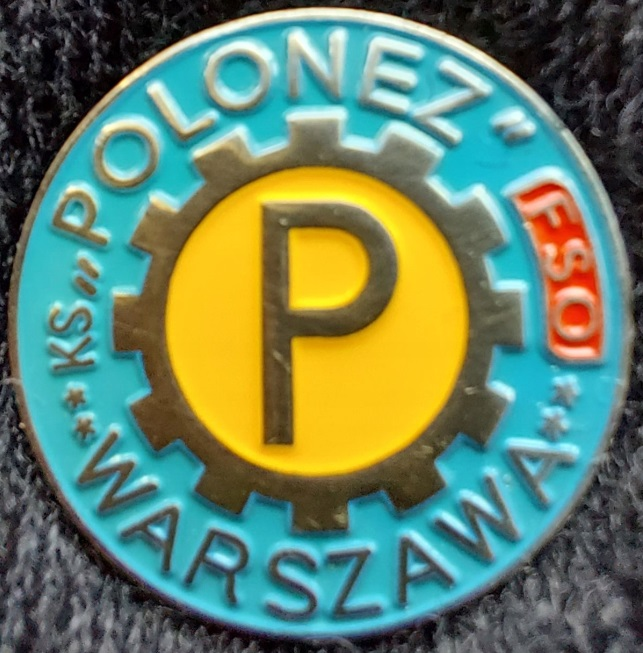
Jeden z wariantów znaku klubowego

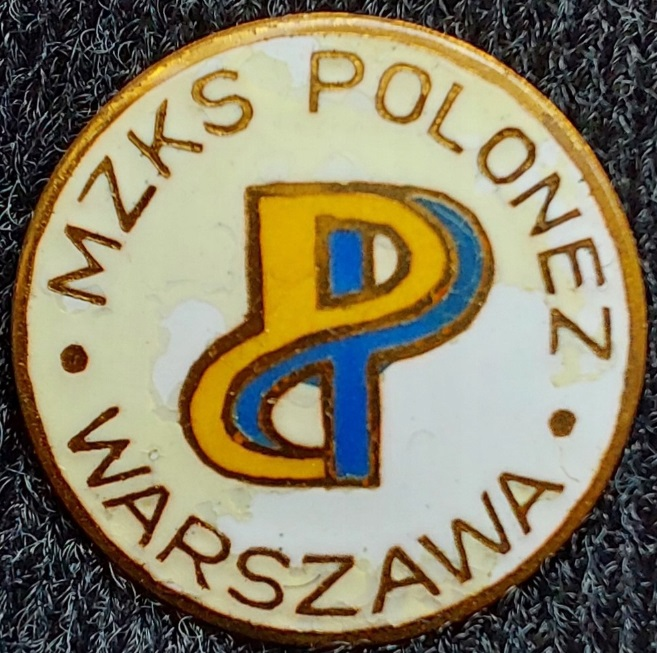
Jeden z wariantów znaku klubowego

Klub powstał w 1954 roku w wyniku włączenia kół sportowych FSO do zrzeszenia sportowego „Stal” i działał jako klub zakładowy Fabryki Samochodów Osobowych. W 1972 roku drużyna przyjęła nazwę Stal-FSO Warszawa, pojawiły się też nowe sekcje sportowe, takie jak judo czy kolarstwo. W sezonie 1975/1976 zespół po raz pierwszy zagrał w centralnych rozgrywkach Pucharu Polski, gdzie odpadł po I rundzie (1/32 finału). W sezonie 1978/1979 Efesowcy wygrali rozgrywki grupy drugiej III ligi i awansowali na zaplecze ekstraklasy, doszli również do 1/16 finału Pucharu Polski, gdzie przegrali u siebie z Ruchem Chorzów 1:3. W 1979 roku przyjęto nazwę Międzyzakładowy Klub Sportowy Polonez Warszawa – od modelu samochodu FSO Polonez. W sezonie 1979/1980 zespół występował w grupie wschodniej II ligi, na inaugurację rozgrywek rozegrano mecz ze Starem Starachowice, padł remis 1:1, a mecz przyciągnął 3000 widzów. Frekwencja w II lidze wynosiła od 1000 do 4000 (derby z Ursusem Warszawa) widzów. Polonezowcy po zdobyciu 26 punktów zajęli 13. miejsce, co spowodowało spadek do III ligi. W 1983, 1986 i 1987 roku Polonez zdobył Puchar Polski na szczeblu Warszawskiego OZPN. W latach 80. XX wieku klub wystąpił pięciokrotnie w centralnych rozgrywkach Pucharu Polski, jednak odpadał po I rundzie w sezonie 1981/1982 i 1986/1987, po II rundzie w sezonie 1980/1981 i 1987/1988, a w sezonie 1983/1984 drużyna po raz drugi w historii doszła do 1/16 finału, eliminując po drodze m.in. Polonię Warszawa, gdzie przegrała na własnym boisku z Górnikiem Zabrze 1:2. Ostatni raz w rozgrywkach centralnych Polonez zagrał w sezonie 1987/1988 III ligi, gdzie zajął 12. miejsce i spadł do IV ligi. Na przełomie 1993 i 1994 roku FSO zaprzestała sponsorowania zespołu, w wyniku czego został on rozwiązany.
Do 1990 roku w drużynie występował Wojciech Kowalczyk – reprezentant Polski w piłce nożnej, który w 1992 roku zdobył z kadrą narodową srebrny medal na igrzyskach olimpijskich w Barcelonie.
W marcu 2007 roku zostało założone Stowarzyszenie Piłkarskie Polonez Warszawa, nawiązujące nazwą do MZKS Polonez i występujące na stadionie przy Łabiszyńskiej, prowadzące tylko piłkarskie grupy młodzieżowe.

### Historyczne nazwy
- 1954 – Klub Sportowy „Stal” Warszawa[4]
- 1972 – Klub Sportowy „Stal-FSO” Warszawa
- 1979 – Międzyzakładowy Klub Sportowy „Polonez” Warszawa

## Sukcesy
13. miejsce w II lidze: 1979/1980
- Puchar Polski:
  - 1/16 finału: 1978/1979, 1983/1984
- Puchar Polski okręgowy:
  - OZPN Warszawa: 1982/1983, 1985/1986, 1986/1987

## Stadion
Polonez rozgrywał mecze na stadionie przy ulicy Łabiszyńskiej, na warszawskim Targówku. Dane techniczne obiektu:
- pojemność: 1062 miejsca siedzące
- oświetlenie: 300 lux
- wymiary boiska: 105 m x 68 m
- najwyższa frekwencja: 4000[5]

Zespół rozgrywał również swoje spotkania na stadionie przy ulicy Blokowej, który posiada trybuny na 400 miejsc i oświetlenie składające się z sześciu masztów. Na tym obiekcie w sezonie 1983/1984 Polonez rozegrał mecz w 1/16 finału Pucharu Polski z Górnikiem Zabrze, który obejrzało 3000 widzów.

## Występy w II lidze
| Sezon     | Rozgrywki ligowe         | Rozgrywki ligowe | Rozgrywki ligowe | Rozgrywki ligowe | Rozgrywki ligowe | Rozgrywki ligowe | Rozgrywki ligowe | Rozgrywki ligowe | Rozgrywki ligowe | Puchar Polski (rozgrywki centralne) |
| Sezon     | Nazwa ligi               | Miejsce          | M                | Z                | R                | P                | +/−              | Pkt              | Uwagi            | Puchar Polski (rozgrywki centralne) |
| --------- | ------------------------ | ---------------- | ---------------- | ---------------- | ---------------- | ---------------- | ---------------- | ---------------- | ---------------- | ----------------------------------- |
| 1979/1980 | II liga, grupa wschodnia | 13               | 30               | 9                | 8                | 13               | 40:51            | 26               | –                | –                                   |
| Źródła    |                          |                  |                  |                  |                  |                  |                  |                  |                  |                                     |

## Inne sekcje

### Sekcja żeglarska
Sekcja żeglarska w formie niezależnego Żeglarskiego Klubu Sportowego Polonez jest jedyną sekcją działającą w klubie nieprzerwanie.

### Badminton
Badmintonistami klubu byli m.in.: Jacek Hankiewicz, Robert Mateusiak, Beata Syta i Dariusz Zięba.

### Siatkówka
Zespoły siatkówki męskiej i kobiet występowały pod nazwą Stal FSO Warszawa. W klubie występowały m.in.: Anna Balicka i Izabela Szczypiórkowska. Trenerem zespołu był m.in. Andrzej Warych.